# Kagera Sugar FC
Kagera Sugar Football Club w skrócie Kagera Sugar FC – tanzański klub piłkarski grający w tanzańskiej pierwszej lidze, mający siedzibę w mieście Bukoba.

## Stadion
Domowe mecze klub rozgrywa na stadionie o nazwie Kaitaba Stadium w Bukobie. Stadion może pomieścić 5000 widzów.

## Reprezentanci kraju grający w klubie od 2005 roku
Stan na październik 2023.
| - Meshack Abraham - Vincent Barnabas - Francis Busungu - Mwaita Gereza - Atupele Green - Mohamed Husseini - Hassan Isihaka - Anuary Jabir - Juma Jabu - Salum Kanoni - Juma Kaseja - Adam Kingwande - David Luhende - Abdulaziz Makame - Rashid Mandawa - Zawadi Mauya - Vitalis Mayanga - Abdallah Mfuko - Yusufu Mhilu - Said Moradi - Julius Mrope - Danny Mrwanda - Ally Mtoni | - Gaudence Mwaikimba - Malegesi Mwangwa - Yona Ndabila - Mrisho Ngassa - Omari Nyenje - Juma Saidi Nyoso - Kelvin Sabato - Edward Christopher Shija - Godfrey Taita - Jerson Tegete - Mbaraka Yusuph - Moussa Mossi - John Mwangi - Deus Bukenya - Hannington Kalyesubula - Hamisi Kiiza - Hamis Kitagenda - Adeyum Saleh Ahmed - Ame Ali Amour - Awesu Ally Awesu - Mohamed Khatib Faki - Kassim Suleiman Khamis |